# WPP plc
WPP plc là một công ty quảng cáo và quan hệ công chúng đa quốc gia với trụ sở chính tại London, Anh, văn phòng điều hành tại Dublin, Ireland. Đây là công ty quảng cáo lớn nhất thế giới tính theo doanh thu, và tuyển dụng khoảng 162.000 người trong 3.000 văn phòng trên khắp 110 quốc gia. Công ty sở hữu một khối lượng lớn các công ty quảng cáo, mạng lưới quan hệ công chúng và nghiên cứu thị trường, bao gồm Gray, Burson-Masterler, Hill&Knowlton, JWT, Ogilvy Group, TNS, Young & Rubicam và Cohn & Wolfe.
WPP có tên trong danh sách chính của thị trường chứng khoán London, và là một thành phần của chỉ số FTSE 100 index, ngoài ra công ty có tên trong một danh sách thứ cấp trên NASDAQ.

## Lịch sử
Wire and Plastic Product Plc được thành lập năm 1971 như là một nhà sản xuất giỏ mua sắm. Năm 1985 Martin Sorrell tìm kiếm một công ty niên yết thông qua đó để xấy dựng một công ty dịch vụ tiếp thị toàn cầu. Ông đã mua cổ phần kiểm soát công ty này (gần 30%) với chi phí 676.000 USD. Sorrell đã từng là một giám đốc tài chính cho chi nhánh quảng cáo Saatchi & Saatchi vào năm 1977–1985, chuyên quản lý việc sáp nhập các công ty con ở Anh và Mỹ. Công ty mẹ được đổi tên thành tập đoàn WPP và vào năm 1987 Sorrell đã trở thành giám đốc điều hành của tập đoàn
Trong năm 1986 WPP trở thành công ty mẹ của Picquotware một nhà sản xuất ấm trà và bình, có trụ sở tại Northampton. Trong tháng 11 năm 1987 một vụ hỏa hoạn đã xảy ra và thiêu rụi nhà máy tại Northampton và nó được khởi động sản xuất lại tại Burntwood ở Staffordshire. Ngày 25 tháng 11 năm 2004 WPP tiến hành đóng cửa nhà máy sản xuất tại Burntwood, ngưng sản xuất Picquotware, và tất cả các tài sản đã được bán vào ngày 14 tháng 12 năm 2004.
Năm 1987 công ty mua lại J. Walter Thompson (bao gồm có JWT, Hill & Knowlton và MRB Group) với giá 566 triệu USD. Công ty niêm yết trên NASDAQ vào năm 1988. Năm 1989 công ty mua lại tập đoàn Ogilvy với giá 864 triệu USD và vào năm 1998 thành lập một liên minh với Asatu-DK Inc của Nhật Bản.
Trong tháng 5 năm 2000, WPP đồng ý mua lại công ty quảng cáo Hoa Kỳ Young & Rubicam với giá 5,7 tỉ USD. Đây là vụ mua lại lớn nhất trong lĩnh vực quảng cáo vào thời điểm đó. Việc tiếp quản đã đưa WPP trở thành công ty quảng cáo lớn nhất trên thế giới tính theo doanh thu, vượt qua tập đoàn Omnicom và Interpublic. Trong năm 2007 WPP Degital đã được tạo ra để phát triển khả năng kỹ thuật số của tập đoàn. Vào tháng 10 năm 2008 WPP mua lại công ty nghiên cứu thị trường Taylor Nelson Sofres với giá 1,6 tỷ bảng Anh.
Năm 2009 WPP giảm lực lượng lao động của mình khoảng 14.000 nhân viên - 12,3% trên tổng số nhân viên - để đối phó với sự khởi đầu của suy thoái kinh tế toàn cầu 2008-2012.
Trong tháng 6 năm 2012 WPP đồng ý mua lại công ty quảng cáo AKQA với giá 540 triệu USD.

## Hoạt động
Mảng quảng cáo của WPP bao gồm tập đoàn Grey, Ogilvy & Mather Worldwide, Young & Rubicam Brands, và JWT (trước đây gọi là J. Walter Thompson Co.)
Mảng vận động hành lang chính phủ và quan hệ công chúng của công ty cổ phần WPP bao gồm các công ty: Hill+Knowlton Strategies, Ogilvy Public Relations Worldwide, Bruson-Masterller, và Cohn & Wolfe (hai công ty cuối cùng là một phần của Young & Rubicam Brands.)
Mảng quản lý phương tiện truyền thông của WPP được GroupM điều hành và bao gồm Mindshare, MEC (trước đây là Mediaedgexi, Maxus, MediaCom (ban đầu là một phần của tập đoàn Grey).và ClickMedia
Mảng nghiên cứu và tư vấn thị trường của WPP tạo thành một nhóm công ty riêng biệt được gọi là Kantar Group, bao gồm BMRP, Added Value, Kantar Video, Indian Market Research Bureau, Millward Brown, Management Ventures Inc., Research International và TNS.
Delfinware Dometic Wireware, được thành lập năm 1969 chuyên sản xuất dụng cụ nhà bếp, nhà tắm, thép và dây dẫn, cũng là một công ty con của tập đoàn WPP.

### Các công ty con chính và các công ty được WPP đầu tư
| - 41? 29! Media Internet - 9ine - 10AM Communications - 141 Premiere Sports & Entertainment - 141 Sercon - 1861 United - 20:20 Brand Action - A4A - Acceleration - Ace Metrix - A. Eicoff & Company - Actionline - Activeark Oy - Added Value - Addison Corporate Marketing - AdPeople Worldwide - Adgistics - Affectiva - AGENDA - AKQA - Alchemedia Inc. - all access ltd - All Global - All Global Viewing - Alliance - Alpha Salmon - Always Marketing - APP (Agência Portuguesa de Produção) - Aqua Online - Arcay Communications - argonauten G2 - Ars Thanea - Asatsu-DK Inc. - Ascentum Inc. - Atlas Advertising - avh live communications - AxiCom Limited - B to D Group - Banner Corporation - Barrows - Bates 141 - BAV Consulting - BCG2 - BDG architecture + design - Berlin Cameron United - Beyond Communications Hong Kong Limited - Big Idea Group - Bisqit - Blanc & Otus - Blast Radius - Blaze Advertising - Blue Hive - Blue State Digital - BMRB - BPG Group - BPRI - BrandAmp - BrandAsset Consulting - Brandigital - Bravo Group - Brierley+Partners - bsb comunicacion - BTS United - Buchanan Communications - Burrows - Burson-Marsteller - BWR (An Ogilvy PR Worldwide Company) - Cadem Advertising - Campaigns and Grey Inc. - Carnation - Casa - Catalyst Search Marketing - Cavalry - CAW Marketing - CB'a - Center Partners - Cerebra - Cheskin - CHI & Partners - Chime Communications Plc. - CIC - Clarion Communications - Clockwork Capital - Cohn & Wolfe - Cole & Weber United - Coley Porter Bell - Commarco GmbH - Communicator - Compas - Compete, Inc. - Comwerks - Contract Advertising - Converge Technologies - Crowdverb - Crossmedia - Cymfony - Data Intelligence - Dawson - DCSNET - Deliver - Dentsu, Young & Rubicam (DY&R) - Designkitchen - Designworks | - Dewey Square Group, LLC - Dialogue 141 - Diamond Ogilvy - Diebitz, Stöppler, Braun & Kuhlmann (DSB&K) - Digit - Digitaria - Direct Impact - Dovetail - DTDigital - Dynamic Logic - eCommera - EffectiveUI - ETECTURE GmbH - Encompass Events Pvt Ltd - Encoder Public Relations - Enfatico - Enprecis - Essence Communications - Etcom - Everystone Group - EWA Bespoke Communications - F.biz - Fabric Worldwide - facts and fiction - Feinstein Kean Healthcare (FKH) - Firefly - First Loom - First Movies International - Fitch - Focalyst - Food Group - Forward - Fortune Cookie - Foster - Frey G2 - Futurecom interactive - G2 - G2 Australia - G2 Data Dynamics - G2 Market Data - GCI Canada - GCI Health - George Patterson, Y&R - Geppetto Group - Glass - global3digital - Global Market Insite, Inc - Grass Roots - Grey - Grey Group - ghg (Grey Healthcare) - Globant (20%) - GMI - Grape - Gringo - GroupM - H-art - Happi Mindshare - Headcount Field Marketing Limited - HeathWallace Ltd. - HERING SCHUPPENER - HighCo - Hill+Knowlton Strategies - Hi-ReS! - Hogarth Worldwide - HS Ad - Hungama Digital Services - i&e SAS - I-Behavior, Inc - i-Cherry - IBOPE Media Information - iconmobile group - IdeaWorks - IEG, LLC - imap Research - impactasia - IMRB International - InGameAd - INGO - Invidi - Intermarkets - IPAN Hill and Knowlton - Ireland/Davenport - Istropolitana Group - Jan Kelley Marketing - Japan Kantar Research - JayGrey - JMI - Johannes Leonardo - JumpTap - JWT - JWT Action - JWT Education - JWT Inside - JWT Jakarta - JWT Specialized Communications - JWTwo - Kang & Lee Advertising - Kantar Group - Kantar Health - Kantar Media | - Kantar Operations - Kantar Retail - Kantar Video - Kantar WorldPanel - Kassius - Kendall Strategies Inc. - KBM Group - Kinetic Worldwide - KKLD - KMR Software - KR Media - LaComunidad - La Negra - Lambie-Nairn - Landor Associates - LDV United - Leading Smart - Les Ouvriers du Paradis United - Lightspeed Research - LiveWorld-WPP - LMRB - LOb Conseils - Lumi Technologies (WPP owns a 6.8% minority shareholding) - Lunchbox - M80 - Magnivate - Malone Advertising - Management Ventures Inc. - Mando - MaPS - Marsteller - Master Comunicacao - Mather Advertures - Mattson Jack Group - MAXUS - Maxx Marketing - MEC - MEC Access - MEC Interaction - MediaCom - MediaCom Interaction - Media Innovation Group - Mediapro Group - Menacom - Meritus Analytics - Meta - metro_broadcast - Metropolitan Republic - Millward Brown - Mind Resource - Mindshare - Mindset - mInteraction - MJM - MONDAY - Motivator - Mutual Mobile - Mysupermarket - Nanjing Yindu - Neo'@'Ogilvy - nPario - Oasis Insights - Ogilvy & Mather Worldwide - OgilvyAction - Ogilvy Government Relations - Ogilvy Andina - Ogilvy CommonHealth - Ogilvy Healthworld - Ogilvy Noor - OgilvyOne dnx - Ogilvy Primary Contact - Ogilvy Public Relations Worldwide - OgilvyOne Worldwide - ohal Group - oOh!media - Outrider - PACE - Panache - PBN Hill+Knowlton Strategies - Peclers Paris - Penn Schoen & Berland Associates - Plista - Plush Films - Pohjoisranta Oy - Polaris Public Relations - POSSIBLE - PPR - PQ Plakat Qualitaet - Predictys - Press Index S.A. - Prime Policy Group (PPG) - PRISM - Proclivity - Pro Deo - Proof Digital Media - Proof Integrated Communications - Public Strategies Inc - Qais Consulting - Quinn Gillespie & Associates - Quisma - Quasar - Ray and Keshavan - Red Cell | - Reddion - Red Dot Square Solutions - RedWorks - RLM Finsbury - Robinson Lerer & Montgomery - Rockfish - RPCA - RTC Relationship Marketing (RTCRM) - Salmon - Santo - SAY Media - Scangroup - SBG Partners - Scholz & Friends Group - SCPF - Señora Rushmore - Sharp Shooter Films - Signposter.com - Smollan Group - SocialMedia8 - Soho Square - Sonic Boom Creative Media Lưu trữ ngày 22 tháng 12 năm 2014 tại Wayback Machine - Spafax - Spot Runner - Spring - Spring Wirtz und Pischke GmbH & Co. KG - Sprint Production - SRA Rushmore United - SRDS - Studiocom - Sudler & Hennessey - swat marketing - Syzygy - TAM Media Research - TAPSA - tattoo (Dubai) - TAXI - Team Detroit - Teledirect - Testardo Gram - The Brand Shop - The Brand Union - The Bravo Group - the campaign palace - The Focus Network - The Futures Company - The Glover Park Group - The Jupiter Drawing Room & Partners - The Media Innovation Group (MIG) - The Midas Exchange - The Partners - These Days - The Social Partners - The Store - The United Network - TNS - ThorntonTechnology - TNS-RMS - TNS Employee Insights - TNS Gallup - TNS Infratest - TNS OBOP - TNS Research International - Today Advertising - Triwaks Public Relations Consultants - TRU - True Worldwide - UniWorld Group - Union Media - Unique - VBAT - Vice Media - ViralTracker - Visible Technologies - Visible World - Vocanic Lưu trữ ngày 22 tháng 12 năm 2014 tại Wayback Machine - VML - Warwicks - Wexler & Walker Public Policy Associates - WG Consulting - Who Digital - Wild Tangent - Wing - Wire and Plastic Products Ltd - Wisereach - WPP Group Technology Services - WTMS - Wunderman - Wunderman MENA - Xaxis - Xchange - XM Asia Pacific - XM London - XPR - Yield Software - Yolk - Y&R (originally Young & Rubicam) - Young & Rubicam Brands - Young & Rubicam Brands Geneva - ZappiStore (sub-20% investment) |

## Quản trị
WPP được quản lý bởi một ban giám đốc, các thành viên hiện tại bao gồm, Colin Day, Esther Dyson, Orit Gadiesh, Ruigan Li, Phillip Lader, Stanley Morten, Koichiro Naganuma, Lubna Olayan, John Quelch, Mark Read, Paul Richardson, Jeffrey Rosen, Tymothy Shriver, Martin Sorrell, Paul Spenc và Solomon Trujillo.

## Các lần vi phạm pháp luật tại Việt Nam
1. Vi phạm kinh doanh quảng cáo, Công ty GroupM bị xử phạt lần thứ 3 trong năm 2023: WPP (GroupM) đã có hành vi đặt sản phẩm quảng cáo của Cty TNHH Procter & Gamble Việt Nam và Cty TNHH Quốc tế Unilever Việt Nam vào kênh mạng xã hội YouTube có nội dung vi phạm pháp luật được quy định tại khoản 01 Điều 8 Luật An ninh mạng. Tổng mức phạt với GroupM là 35 triệu đồng.
2. Công ty TNHH Truyền thông WPP, một ông lớn trong ngành, bị phạt 25 triệu đồng do vi phạm quảng cáo trên các nền tảng xuyên biên giới. Theo Cục Phát thanh, truyền hình và thông tin điện tử (Bộ Thông tin và Truyền thông), Công ty WPP đã đặt sản phẩm quảng cáo của Công ty TNHH Bayer Việt Nam (nhãn hàng Redoxon) vào kênh có nội dung vi phạm pháp luật trên mạng xã hội YouTube. Đồng thời, công ty này cũng không tuân thủ quy định báo cáo về hoạt động cung cấp dịch vụ quảng cáo xuyên biên giới tại Việt Nam.
3. Bộ Thông tin và Truyền thông xử phạt "ông trùm" ngành quảng cáo WPP: Quyết định xử phạt của Cục Phát thanh Truyền hình và Thông tin điện tử nêu rõ Công ty TNHH Truyền thông WPP đã thực hiện hành vi vi phạm hành chính khi đặt sản phẩm quảng cáo của Công ty TNHH FrieslandCampina Việt Nam (ngày 31/12/2022)  vào trang Facebook có nội dung vi phạm pháp luật được qui định tại khoản 1, Điều 8, Luật An ninh mạng.
4. Doanh nghiệp phụ trách phân phối quảng cáo của nhiều nhãn hàng lớn tiếp tục bị cơ quan chức năng phạt vì sai phạm trong quảng cáo. Đặt quảng cáo trên phim có “đường chín đoạn” bất hợp pháp WPP tiếp tục bị phạt vi phạm quảng cáo, đánh dấu lần tái phạm thứ 04. Công ty WPP đã đặt các sản phẩm quảng cáo từ nestlé vietnam và frieslandcampina trong nội dung phim “flight to you”.

## Tranh cãi

### Cuộc tranh luận lớn của các cổ đông về thù lao điều hành năm 2012
Một số bất đồng của cổ đông về lương điều hành đã xảy ra tại các công ty của AGMs vào đầu năm 2012, lương của Martin Sorrell dự định là 12,93 triệu bảng đã được phổ biến trên các phương tiện truyền thông, mức lương này đã thu hút sự chú ý của công chúng. Kết quả là 59,52% cổ đông bỏ phiếu từ chối trả số tiền này.

### Thuế
Báo cáo cho thấy WPP đi những bước dài để giảm hóa đơn thuế doanh nghiệp riêng của mình, trả tiền chỉ có 1,6% tổng doanh thu thuế năm 2010. The Guardian báo cáo rằng từ năm 2003-2009 công ty chi trả 27 triệu bảng Anh khoản thuế doanh nghiệp Vương quốc Anh, mặc dù 15% lợi nhuận của WPP có được là ở thị trường Anh, theo báo cáo của các công ty đưa ra khoảng 126 triệu bảng.

### Television Audience Measurement
Năm 2012, Đài truyền hình NDTV của Ấn Độ đã đệ đơn kiện chống lại Television Audience Measurement (TAM) một liên doanh của các đối thủ cạnh tranh trước đây (Nielsen và Kantar Media Research) mà trong nhiều năm qua là công ty duy nhất cung cấp hệ thống đo lường khán giả truyền hình ở Ấn Độ. WPP plc đã được liệt kê trong số các bị cáo như là công ty mẹ của Kantar và IMRB. Đơn kiện của NDTV kiện lên tòa án tối cao bang New York theo đạo luật Foreign Corrupt Practices, và yêu cầu bồi thường 1,4 triệu USD cho sự sơ suất và hàng trăm triệu USD cho sự can thiệp và vi phạm trách nhiệm ủy thác, trích dẫn theo một cuộc trò chuyện giữa Vikram Chandra giám đốc điều hành của NDTV và Martin Sorrell giám đốc điều hành của WPP, trong đó Chandra đã mô tả hệ thống dễ bị giả mạo và hối lộ như thế nào, yêu cầu của ông cho dừng lại để công bố các dữ liệu bị cáo buộc xâm nhập không thành công.
WPP trả lời rằng trát tòa đã không được đưa tới WPP và bất kỳ công ty nào thuộc điều hành của WPP; tòa án New York đã không có thẩm quyền trong trường hợp đó và sẽ kê đơn xin miễn nhiệm, tim kiếm chi phí pháp lý, và WPP đã cân nhắc một vụ kiện chống lại NDTV về sự phỉ báng. Lời đe dọa kiện này của WPP lại được NDTV coi là "vô căn cứ". Các kiến nghị bác bỏ đã được đệ trình một tuần ngay sau đó, với tuyên bố trong bản ghi nhớ của tòa nói rõ "trường hợp này không gì hơn là một nỗ lực tuyệt vọng của nguyên đơn, một đài truyền hình ở New Delhi, Ấn Độ, để kêu gọi giới truyền thông ở Ấn Độ chuyển hướng sự chú ý, thay vì tập trung vào lý do thực tế là các chương trình của NDTV có xếp hạng khán giả thấp, và tài chính của nó rất kém trong 5 năm liền.
New Delhi TV đã đệ trình đơn lên tòa án tối cao tại bang New York để phàn nàn về một công ty Ấn Độ, TAM về cách thức công ty trên đo xếp hạng của chương trình truyền hình ở Ấn Độ. "Các giấy bãi tòa được tòa án quyết định vào ngày 14 tháng 12 năm 2012. Nielsen sau đó đã nộp đơn thỉnh cầu miễn nhiệm riêng của mình, trong đơn viết rằng "NDTV có ý định biến một tuyên bố hợp đồng chống lại TAM trở thành sai lầm cá nhân và các hợp đồng bằng miệng để tuyên bố chống lại bị cáo Nielsen. Không có gì trong luật pháp hỗ trợ một mẹo vặt như vậy. Đơn giản là NDTV không cáo buộc các nhiệm vụ độc lập theo pháp luật của hợp đồng và không cáo buộc tất cả các yếu tố cần thiết để hỗ trợ nguyên nhân của hành động."